# Pequeño icositetraedro hexacrónico
En geometría, el pequeño icositetraedro hexacrónico es el dual del pequeño cubicuboctaedro. Es visualmente idéntico al pequeño rombihexacrono. Una parte de cada dardo se encuentra dentro del sólido, por lo que es invisible en los modelos sólidos.

## Proporciones

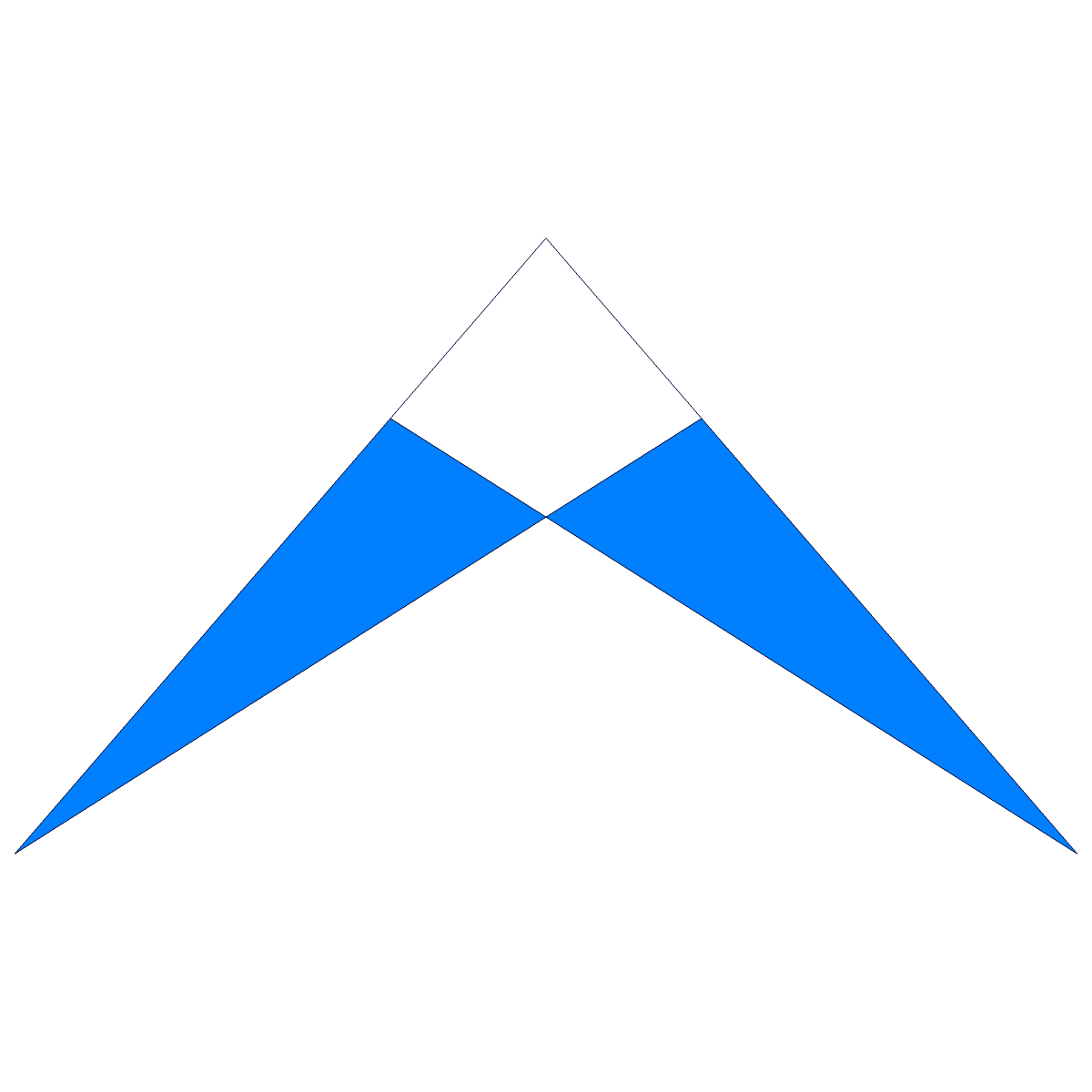
Cara en forma de dardo

Sus caras son dardos, teniendo dos ángulos de {\displaystyle \arccos({\frac {1}{4}}+{\frac {1}{2}}{\sqrt {2}})\approx 16.842\,116\,236\,30^{\circ }}, uno de {\displaystyle \arccos({\frac {1}{2}}-{\frac {1}{4}}{\sqrt {2}})\approx 81.578\,941\,881\,85^{\circ }} y otro de {\displaystyle 360^{\circ }-\arccos(-{\frac {1}{4}}-{\frac {1}{8}}{\sqrt {2}})\approx 244.736\,825\,645\,55^{\circ }}. Su ángulo diedro es igual a {\displaystyle \arccos({\frac {-7-4{\sqrt {2}}}{17}})\approx 138.117\,959\,055\,51^{\circ }}. La relación entre las longitudes de las aristas largas y las cortas es igual a {\displaystyle 2-{\frac {1}{2}}{\sqrt {2}}\approx 1.292\,893\,218\,81}.